# Municipio de Wabash (Ohio)
El municipio de Wabash (en inglés: Wabash Township) es un municipio ubicado en el condado de Darke en el estado estadounidense de Ohio. En el año 2010 tenía una población de 887 habitantes y una densidad poblacional de 15,69 personas por km².

## Geografía
El municipio de Wabash se encuentra ubicado en las coordenadas 40°19′19″N 84°34′6″O / 40.32194, -84.56833. Según la Oficina del Censo de los Estados Unidos, el municipio tiene una superficie total de 56.53 km², de la cual 56,51 km² corresponden a tierra firme y (0,02 %) 0,01 km² es agua.

## Demografía
Según el censo de 2010, había 887 personas residiendo en el municipio de Wabash. La densidad de población era de 15,69 hab./km². De los 887 habitantes, el municipio de Wabash estaba compuesto por el 99,77 % blancos, el 0,11 % eran asiáticos y el 0,11 % eran de una mezcla de razas. Del total de la población el 0,45 % eran hispanos o latinos de cualquier raza.